# Victor Boniface
Victor Okoh Boniface (* 23. prosince 2000 Akure) je nigerijský profesionální fotbalista, který hraje na pozici útočníka za německý klub Bayer 04 Leverkusen a za nigerijský národní tým.

## Klubová kariéra

### Bodø/Glimt
Do Evropy Boniface přišel v roce 2019 a zamířil do norského Bodo/Glimt. Za 66 zápasů dal 23 gólů. Byl nejlepším střelcem kvalifikace Ligy mistrů.

### Royale Union Saint-Gilloise
Boniface přišel do Saint-Gilloise v létě 2022 za dva miliony eur z Bodø/Glimt. V březnu 2023 byl zvolen nejlepším hráčem týdne v Evropské lize, a to za dvě branky v zápase proti Unionu Berlín při remíze 3:3. Boniface se stal se šesti brankami nejlepším střelcem v Evropské lize.
Během jedné sezóny v belgickém klubu nastoupil do 51 soutěžních zápasů s bilancí 17 gólů a 12 asistencí.

### Bayer Leverkusen
Boniface přestoupil 22. července 2023 z Royale Union Saint-Gilloise do Leverkusenu, který zaplatil 20 milionů eur bez bonusů. Dvaadvacetiletý útočník s Bayerem podepsal pětiletou smlouvu. Za první 3 bundesligové duely dal Boniface 4 góly a přidal 2 asistence v zápasech proti Lipsku, Mönchengladbachu i Darmstadtu. Za své výkony byl vyhlášen hráčem měsíce i nováčkem měsíce německé nejvyšší soutěže. Jediný hráč, kterému se to před ním povedlo, byl Erling Haaland. Boniface se dokázal prosadit i na evropské scéně. V prvním zápase Evropské ligy zapsal dva kanadské body (1+1) v zápase proti Häckenu.

## Reprezentační kariéra
Boniface debutoval za nigerijskou reprezentaci 10. září 2023 v zápase proti reprezentaci Svatého Tomáše a Princova ostrova, když v 64. minutě nahradil Taiwo Awoniyiho. Okamžitě asistoval na branku Samuela Chukwuezeho a pomohl k vysoké výhře 6:0.